# Институты Европейского союза
Институты Европейского союза — семь основных принимающих решения учреждений Европейского союза. 
Согласно статье 13 Договора о Европейском союзе в ЕС действуют следующие главные институты: Европейский парламент, Европейский совет, Совет Европейского союза, Европейская комиссия, Суд Европейского союза, Европейская счётная палата, Европейский центральный банк. Следует различать институты и агентства Европейского союза.

## Институциональные органы

### Европейский парламент
Имеет три важнейшие задачи: законодательство, бюджетирование и контроль Европейской комиссии. C 1979 года избирается населением.

### Европейский совет
Высший политический орган Европейского союза, состоящий из глав государств и правительств стран — членов ЕС.

### Совет Европейского союза
Наряду с Европейским парламентом, один из двух законодательных органов Европейского союза.

### Европейская комиссия
Высший орган исполнительной власти Евросоюза. Отвечает за выполнение решений Союза, контролирует соблюдение его законов в странах-членах и, если требуется, возбуждает в суде Европейского союза иск против стран-членов за нарушение членских обязательств. Кроме того, обладает исключительным правом законодательной инициативы в ЕС.

### Суд Европейского союза
Высший суд ЕС.

### Европейская счётная палата
Европейская счётная палата создана в 1975 для аудиторской проверки бюджета ЕС и его учреждений. Палата состоит из представителей государств-членов (по одному от каждого государства-члена), которые назначаются Советом единогласным решением на шестилетний срок и полностью независимы в исполнении своих обязанностей.
Функции:
1. проверяет отчеты о доходах и расходах ЕС и всех его институтов и органов, имеющих доступ к фондам ЕС;
2. следит за качеством управления финансами;
3. после завершения каждого финансового года составляет доклад о своей работе, а также представляет Европарламенту и Совету заключения или замечания по отдельным вопросам;
4. помогает Европарламенту контролировать исполнение бюджета ЕС.

Штаб-квартира — Люксембург.

### Европейский центральный банк
Европейский центробанк был образован в 1998 г. из банков 11 стран ЕС, входящих в еврозону (Германия, Испания, Франция, Ирландия, Италия, Австрия, Португалия, Финляндия, Бельгия, Нидерланды, Люксембург). В последующие годы евро приняли ещё 8 стран, последний присоединившийся член — Литва с 1 января 2015 года.
В соответствии со Ст. 8 Договора об учреждении Европейского сообщества была основана Европейская система центральных банков — наднациональный орган финансового регулирования, который объединяет Европейский центральный банк (ЕЦБ) и национальные центральные банки всех 27 стран членов Евросоюза. Управление ЕЦБ осуществляется органами управления ЕЦБ.

## Неинституциональные органы

### Европейский инвестиционный банк
Создан согласно Договору, на базе капитала, предоставленного странами-членами. ЕИБ наделен функциями коммерческого банка, функционирует на международных финансовых рынках, предоставляет кредиты государственным структурам стран-членов.

### Европейский социально-экономический комитет
Социально-экономический комитет — консультативный орган ЕС. Образован в соответствии с Римским договором. Состоит из 344 членов, называемых советниками.
Функции. Консультирует Совет и Комиссию по вопросам социально-экономической политики ЕС. Представляет различные сферы экономики и социальные группы (работодателей, лиц наемного труда и свободных профессий, занятых в промышленности, сельском хозяйстве, сфере обслуживания, а также представителей общественных организаций).
Члены Комитета назначаются Советом единогласным решением сроком на 4 года. Комитет выбирает из числа своих членов Председателя сроком на 2 года. После приема в ЕС новых государств численность Комитета не будет превышать 350 человек.
Место проведения заседаний. Комитет собирается 1 раз в месяц в Брюсселе.

### Комитет регионов
Комитет регионов является консультативным органом, обеспечивающим представительство региональных и местных администраций в работе ЕС. Комитет учрежден в соответствии с Маастрихтским договором и действует с марта 1994.
Состоит из 344 членов, представляющих региональные и местные органы, но полностью независимых в выполнении своих обязанностей. Количество членов от каждой страны такое же, как и в Экономическом и социальном комитете. Кандидатуры утверждаются Советом единогласным решением по предложениям государств-членов сроком на 4 года. Комитет выбирает из числа своих членов Председателя и других должностных лиц сроком на 2 года.
Функции. Консультирует Совет и Комиссию и дает заключения по всем вопросам, затрагивающим интересы регионов.
Место проведения сессий. Пленарные сессии проходят в Брюсселе 5 раз в год.

### Европейский уполномоченный по правам человека
Европейский уполномоченный по правам человека занимается жалобами граждан относительно плохого управления какого-либо института или органа ЕС.
Решения этого органа не носят обязательной силы, но имеют значительное общественное и политическое влияние.

### 15 специализированных агентств и органов
Европейский мониторинг центр по борьбе с расизмом и ксенофобией, Европол, Евроюст.

### Специальные представители Европейского союза
Институт Специальных представителей — особый институт для урегулирования международных конфликтов и реализации приоритетных программ международного сотрудничества. Специальные представители ЕС поддерживают работу Верховного представителя Союза по иностранным делам и политике безопасности.

#### Верховный представитель Союза по иностранным делам и политике безопасности
Верховный представитель — основной координатор и представитель общей внешней политики и политики безопасности Европейского союза. На данный момент пост занимает Жозеп Боррель.

#### Специальный представитель Европейского союза по Центральной Азии
Специальный представитель Европейского союза по Центральной Азии (фр. Représentant spécial de l'UE pour l'Asie centrale) со штаб-квартирой в Брюсселе — особая должность, созданная в 2005 году в связи с возрастающей важностью этого региона, который связывает Европу и Азию. Европейский союз считал, что он таким образом укрепит и расширит своё дипломатическое присутствие по причинам международной стабильности, общей и энергетической безопасности, социально- экономического развития стран этого региона. С октября 2006 года — видный французский дипломат Пьер Морель, Чрезвычайный и Полномочный Посол Франции в России c 1992 года по 1996 год.